# ماریون (پنسیلوانیا)
ماریون (به انگلیسی: Marion) یک منطقهٔ مسکونی در ایالات متحده آمریکا است که در شهرستان فرانکلین، پنسیلوانیا واقع شده‌است. ماریون ۵٫۱ کیلومتر مربع مساحت و ۹۵۳ نفر جمعیت دارد و ۱۹۲٫۹۴ متر بالاتر از سطح دریا واقع شده‌است.